# Tătărani
Tătărani è un comune della Romania di 5 501 abitanti, ubicato nel distretto di Dâmbovița, nella regione storica della Muntenia.
Il comune è formato dall'unione di 4 villaggi: Căprioru, Gheboieni, Priboiu, Tătărani. Il centro abitato è attraversato dal 45º parallelo, la linea equidistante fra il Polo nord e l'Equatore.